# Lauge Koch - grønlandsforskeren
|  | Denne artikel er oprettet af botten PalnaBot ud fra en ekstern database. Den kan derfor have sproglige fejl eller mangler. Denne skabelon kan fjernes efter kontrol af indholdet. |

Lauge Koch - grønlandsforskeren er en dokumentarfilm fra 1992 instrueret af Jørgen Roos efter manuskript af Jørgen Roos, Ib Rehné.

## Handling
En film om Lauge Koch (1892-1964), som ledede et stort antal Grønlandsekspeditioner.